# رضوى زكي
رضوى يسري زكي هي كاتبة وباحثة ومعمارية متخصصة في الحضارة والآثار الإسلامية وتاريخ العمارة المصرية. حصلت على جائزة الدولة التشجيعية في العلوم الاجتماعية فرع التاريخ لعام 2021.

## المسيرة المهنية
صدر لرضوي زكي عدد من المؤلفات والأبحاث منها «إرث الحَجَر: سيرة الآثار المنقولة في عمارة القاهرة الإسلامية» الذي فاز بجائزة أفضل كتاب في مجال الفنون (تاريخ الفن) في معرض القاهرة الدولي للكتاب في دورته رقم 51 لعام 2020. يقع الكتاب في 360 صفحة من القطع الكبير، ويشتمل على تمهيد وثلاثة فصول، ويتميز بأنه يحتوي على عدد هائل من اللوحات القديمة والحديثة الملونة، بالإضافة إلى الخرائط والوثائق التي تفسر ما جاء مدونًا في متن الكتاب. وهو بذلك يعد مساهمة قّيمة في دراسة مظهر جوهري من مظاهر العمارة الإسلامية في مدينة القاهرة بفضل توثيقه الجامع المستفيض والمستند القائم على التأصيل النظري من مصادر تاريخية رئيسية متعددة، فضلاً عن الاستعانة بالدراسات المعاصرة العربية منها والأجنبية، والأدلة الأثرية المادية تختص بمعالجة ظاهرة الآثار المنقولة في العمارة الإسلامية بالعاصمة المصرية، وهي الظاهرة التي تحمل في طياتها وجهًا من أوجه التفاعل الحضاري والشعبي بين الحضارة الإسلامية ممثلةً في عمارتها، وبين التراث الأثري الذي خلفته الحضارات الأقدم، والذي ورثه المسلمون بأرض مصر.
يعد هذا الكتاب دراسة فريدة في مجال فلسفة العمارة الإسلامية من حيث الموضوع والمحتوى؛ حيث يلقي الضوء على تراث العمارة الإسلامية بالقاهرة من منظور أنثروبولوجي، ويعالج جانب من جوانب علاقتها الوطيدة بوقائع التاريخ الاجتماعي والسياسي في مصر الإسلامية، ويسعى لتقديم منظورًا تاريخيًا شاملاً للتجربة الإسلامية – المصرية في البناء عبر توظيف الآثار المنقولة، ترتكز جغرافيًا على مدينة القاهرة، وتتبع الظاهرة زمنيًّا على مدار فترة تقارب تسعة قرون؛ تُستهل مع الدخول العربي الإسلامي لمصر، مرورًا ببناء مدينة القاهرة على يد الفاطميين سنة 358هـ/ 969م، وتنتهي بانقضاء العصر المملوكي في مصر على يد العثمانيين وحكمهم للديار المصرية بدءً من عام 923ه/1517م، عُمِرت مدينة القاهرة خلالها بشتى أنواع العمائر التي ظل جانبًا كبيرًا منها شاهدًا على عظمة تلك الحقبة من تاريخ مصر الإسلامية. 
حيث تعتبر فترة حُكم الفاطميين والمماليك لمصر من أزهى العصور الإسلامية التي ظهرت فيها نهضة معمارية كبرى، مازالت عمائرها الباقية تشهد بازدياد حركة العمارة والعمران، وهي أهم الفترات التاريخية التي اسُتخدمت خلالها آثار منقولة في المنشآت الإسلامية بمدينة القاهرة. وأكدت د.رضوى زكي في هذا الكتاب أن العمارة لم تكن يوما مع أحجار صماء.. بل هي كتاب منظور محمل بالأحاديث عن عصور مضت؛ أما القاهرة فكل حجر وركن فيها له أكثر من حكاية في ذاكرة التاريخ. وكانت ظاهرة استخدام الآثار القديمة في العمارة الإسلامية من الظواهر التي اجتذبتني إليها بشدة، لما تمثله من فلسفة مرتبطة بتاريخ المجتمع وعاداته وظروفه المختلفة، أكثر من كونها مجرد نقل لعنصر معماري من موضع لآخر. كما أنه يعد موضوعا شائكا وشيقا في آن؛ حيث يرفض بعض الباحثين الاعتراف بسلوك بعض حُكام المسلمين وأمرائهم المتمثل في دأبهم على هدم آثار السابقين وإزالتها أو محو اسم منشئها على الأقل، وهي إن كانت حالات فردية لا تمثل توجها رسميا للدولة، إلا أنها سادت المجتمع المصري مقترنة بزيادة حركة البناء والعمران في فترات تاريخية بعينها مثل العصر المملوكي، وبخاصة في عهد الناصر محمد بن قلاوون في فترة ولايته الثالثة والتي تعدت ثلاثين عاما، ونظرا لما عُرف عنه من محبته للعمارة والعمران، وكثرة تشييده للمنشآت بأنواعها المختلفة.
وأيضا كتاب «إحياء علوم الإسكندرية.. من اليونانية إلى العربية»، عن الهيئة العامة لقصور الثقافة؛ وهو الكتاب الأول للكاتبة، التي أهدته إلى مدينة الإسكندرية.ويقدم الكتاب رؤية مهمة تثري معارف القراء المتخصصين والمهتمين بتاريخ الإسكندرية عن أسرار وكواليس هذه الحلقة المفقودة من تاريخ مصر.
وصدر لها أيضا كتاب «مصريات عربية.. حكايات وملامح من تراث مصر العربية».ويتضمن الكتاب مشاهد منتقاة من حضارة مصر في عصرها العربي- الإسلامي، فصولٌ من ثنايا التاريخ العربي- المصري، وحكايات ترسم في طياتها لوحة عن فصل مهم من فصول حضارة مصر لتكتمل ملامح الصورة.. صورة «مصر العربية». يحمل عنوان الكتاب غير المألوف إشكالية علاقة ماضيها القديم بحاضرها العربي، وجانب من مظاهر انفرادها عن البلدان التي دخلها الإسلام، متجسدًا في تراثها وعمارتها، هو موضوع هذا الكتاب؛ « مصريات عربية: حكايات وملامح من تراث مصر العربية».. كتابٌ يحاول الكشف عن وجه مصر ووجهتها، بدءًا من سؤال الهوية.

## الجوائز
- فاز كتاب «مصريات عربية: حكايات وملامح من تراث مصر العربية» للباحثة بجائزة الدولة التشجيعية في العلوم الاجتماعية فرع التاريخ لعام 2020-2021.[6][7]
- جائزة الفنون ضمن جوائز معرض القاهرة الدولي للكتاب لعام 2020.
- فاز كتاب «إرث الحَجَر: سيرة الآثار المنقولة في عمارة القاهرة الإسلامية» بجائزة أفضل كتاب في مجال الفنون (تاريخ الفن) في معرض القاهرة الدولي للكتاب في دورته رقم 51 لعام 2020.[8]
- رُشح كتابها الأول «إحياء علوم الإسكندرية» في القائمة الطويلة لجائزة الشيخ زايد للكتاب – فرع المؤلف الشاب لعام 2018.